# 시모토가리역
시모토가리역(일본어: 下土狩駅)은 일본 시즈오카현 슨토군 나가이즈미정에 있는 도카이 여객철도 고텐바 선의 역이다. 섬식 승강장 1면 2선의 구조를 지닌 지상역이다.

## 타는 곳
| 1 | ■ 고텐바 선 | 하행 | 누마즈 방면        |
| 2 | ■ 고텐바 선 | 상행 | 고텐바 · 고즈 방면 |

## 이용 현황
| 연도     | 하루 평균 승차 인원 | 연도     | 하루 평균 승차 인원 |
| 1993년도 | 1,712               | 2002년도 | 1,310               |
| 1994년도 | 1,642               | 2003년도 | 1,219               |
| 1995년도 | 1,681               | 2004년도 | 1,196               |
| 1996년도 | 1,686               | 2005년도 | 1,228               |
| 1997년도 | 1,572               | 2006년도 | 1,252               |
| 1998년도 | 1,530               | 2007년도 | 1,321               |
| 1999년도 | 1,438               | 2008년도 | 1,323               |
| 2000년도 | 1,458               | 2009년도 | 1,228               |
| 2001년도 | 1,423               | 2010년도 | 1,237               |
| -------- | ------------------- | -------- | ------------------- |

## 역 주변
- 커뮤니티 나가이즈미
- JA 슨난 시모토가리 지점
- 누마즈 공업고등전문학교

## 역사
- 1898년 6월 15일 : 미시마역(일본어: 三島駅)으로서 개업.
- 1934년 10월 1일 : 시모토가리역으로 승격.
- 1987년 4월 1일 : 민영화에 의해, 도카이 여객철도로 이관.

## 인접 정차역
| 도카이 여객철도 고텐바 선  | 도카이 여객철도 고텐바 선 | 도카이 여객철도 고텐바 선 |
| -------------------------- | ------------------------- | ------------------------- |
| 나가이즈미나메리 고즈 방면 | ■ 고텐바 선               | 오오카 누마즈 방면        |